# حوضه کانادا

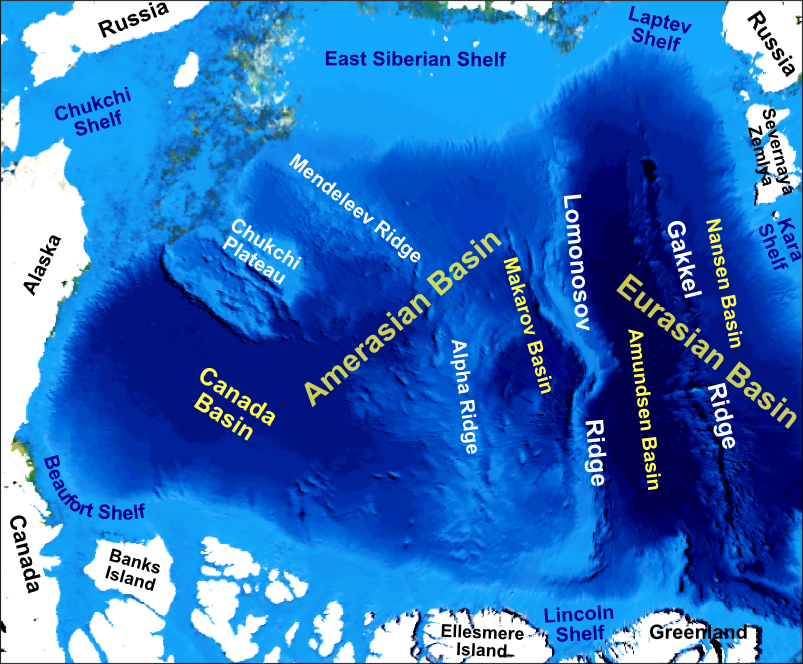
ژرفاسنجی عوارض و پدیده‌های اصلی در اقیانوس شمالگان

حوضه کانادا (انگلیسی: Canada Basin) یک حوضه اقیانوسی ژرف در اقیانوس شمالگان است که بخشی از حوضه آمراسیا به‌شمار می‌رود.